# 民族乐器博物馆
民族乐器博物馆位于中華人民共和國上海市闵行区七宝镇联明路400号内，此地同为上海民族乐器一厂用地，于1981年筹建，1986年10月开幕，馆名由书法家韩天衡题写，馆展对外为免费开放，开放时间为周一至周五。